# Gempol Sari (Sepatan Timur)
Gempol Sari is een bestuurslaag in het regentschap Tangerang van de provincie Banten, Indonesië. Gempol Sari telt 12.591 inwoners (volkstelling 2010).